# Park Kurdwanów
Park Kurdwanów – park miejski w Krakowie, znajdujący się w Dzielnicy XI Podgórze Duchackie, na osiedlu Kurdwanów Nowy. Stanowi zorientowany równoleżnikowo obszar pomiędzy ulicami: Porucznika Halszki (na zachodzie), Turniejową (na wschodzie) i Franciszka Bujaka (na południu). Powierzchnia parku wynosi 6,59 ha.
Park znajduje się wśród zwartej wielorodzinnej zabudowy osiedla Kurdwanów Nowy. Sąsiaduje z terenem Szkoły Podstawowej nr 149 im. Marszałka Józefa Piłsudskiego i Przedszkola nr 6 im. Henryka Jordana. W pobliżu znajduje się także Kościół Podwyższenia Krzyża Świętego.

## Historia i charakterystyka
Park został założony na przełomie lat 80. i 90. XX wieku przez Spółdzielnię Mieszkaniową „Kurdwanów Nowy”, która do 1999 roku była właścicielem działek, na których się on znajduje. W 1998 roku członkowie spółdzielni podjęli uchwałę wyrażającą zgodę na rozwiązanie umowy użytkowania wieczystego działek. W dniu 30 listopada 1999 roku spółdzielnia zawarła z gminą miejską Kraków umowę notarialną, na mocy której rozwiązano umowę użytkowania wieczystego pod warunkiem utworzenia na terenie działek Parku Osiedlowego Kurdwanów.
Na etapie formułowania koncepcji remontu parku w 2020 roku wskazywano jako elementy przedsięwzięcia m.in.: budowę i przebudowę alejek parkowych, wejść do parku,  obiektów architektonicznych, stref zabaw, sportowych i relaksu dla dzieci i rodziców oraz rewitalizację zieleni wraz wprowadzeniem nowych nasadzeń, łąk kwietnych i urządzeniem ogrodów społecznego i deszczowego, modernizację obiektów małej architektury tj. ławek, koszy na odpadki, pitników, tablic informacyjnych. Wskazywano, że układ komunikacyjny parku opiera się na siatce połączeń tranzytowych pomiędzy najistotniejszymi punktami w obrębie osiedla Kurdwanów Nowy otaczającego park. Część z ciągów pieszych stanowi pozostałość po dawnych drogach wewnętrznych. Nawierzchnie na terenie całego parku wykonane były z asfaltu i nie istniały ciągi o nawierzchni przepuszczalnej dla wody. Projekt zakładał nowy układ alejek w centralnej części Parku z częściowym zachowaniem dotychczasowego układu w jego północnej części. Założono, iż alejki będą miały różną szerokość (od 1,5 do 5,15 m) i różne rodzaje nawierzchni, w tym utwardzoną i mineralną. W kwestii odwodnienia zaplanowano rozwiązania mające na celu zatrzymanie maksymalnej ilości wody opadowej na terenie parku, która do chwili przebudowy w większości kierowana była do kanalizacji. Między innymi za sprawą zastosowania przepuszczalnych dla wody nawierzchni na części alejek oraz budowy podziemnego zbiornika, gdzie magazynowana byłaby pewna ilość wody deszczowej, zbieranej głównie z alejek o nawierzchni utwardzonej. Autorem projektu przebudowy parku było biuro projektowe Gajda Architektura Krajobrazu.
W ramach I etapu prac, który został ukończony w połowie 2022 roku m.in.: zmodernizowano boiska do koszykówki i siatkówki w rejonie ulicy Halszki, urządzono ogród społeczny i psi wybieg. II etap prac ukończony został na wiosnę 2023. W jego ramach zmodernizowane zostały boiska do gry w piłkę, smoczy skwer, teren wzdłuż ulicy Bujaka, nawierzchnie alejek. Dokonano nowych nasadzeń drzew i krzewów, wykonano nowe elementy małej architektury – ławki, stoły piknikowe, kosze na śmieci. Ustawiono także ogólnodostępną toaletę.
Na terenie parku znajduje się również górka saneczkowa i amfiteatr. Odbywa się tutaj cykliczny festyn „Jesień Kurdwanowska”, skupiający szereg atrakcji sportowych i muzycznych.

## Galeria

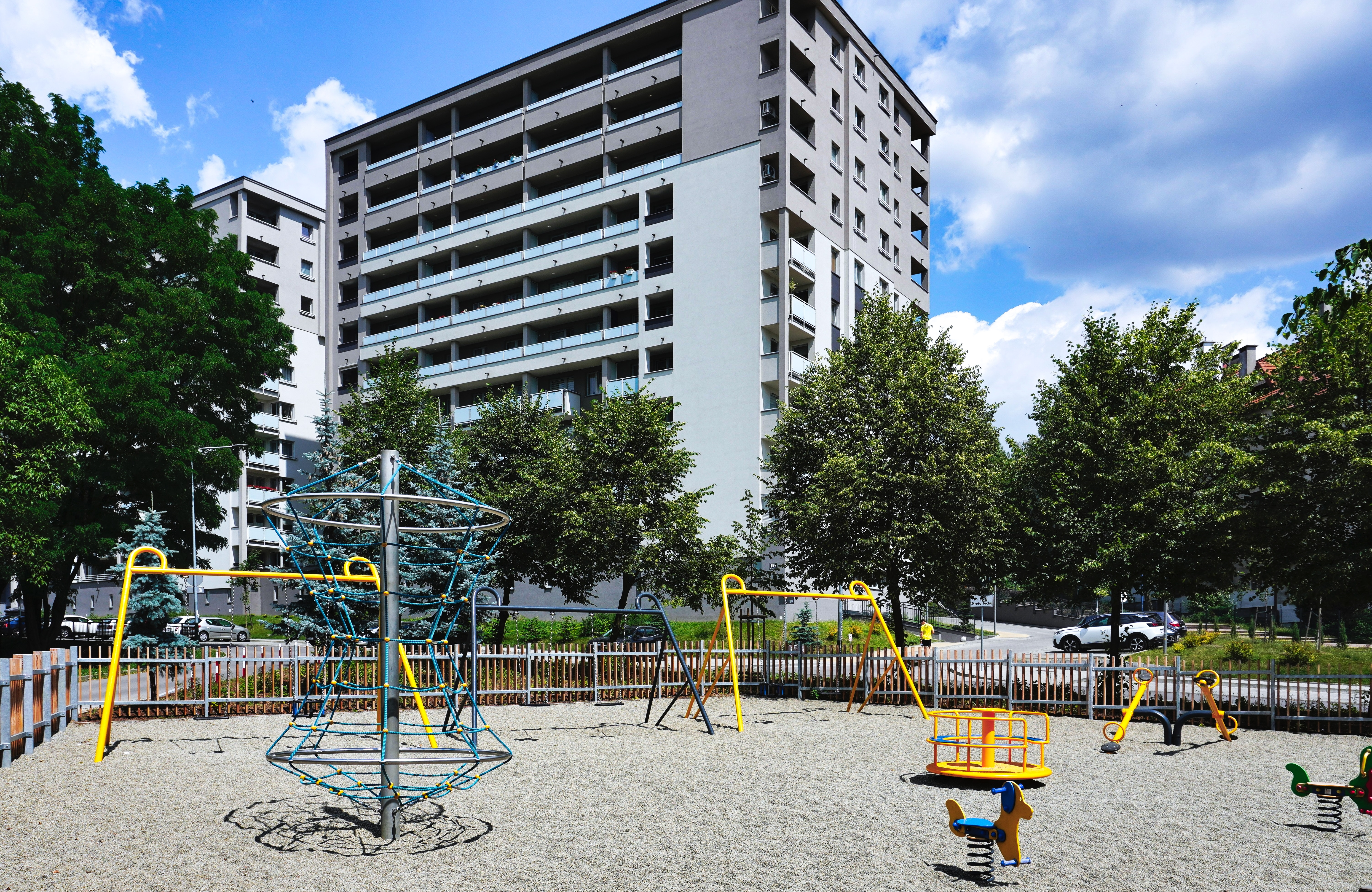
Plac zabaw
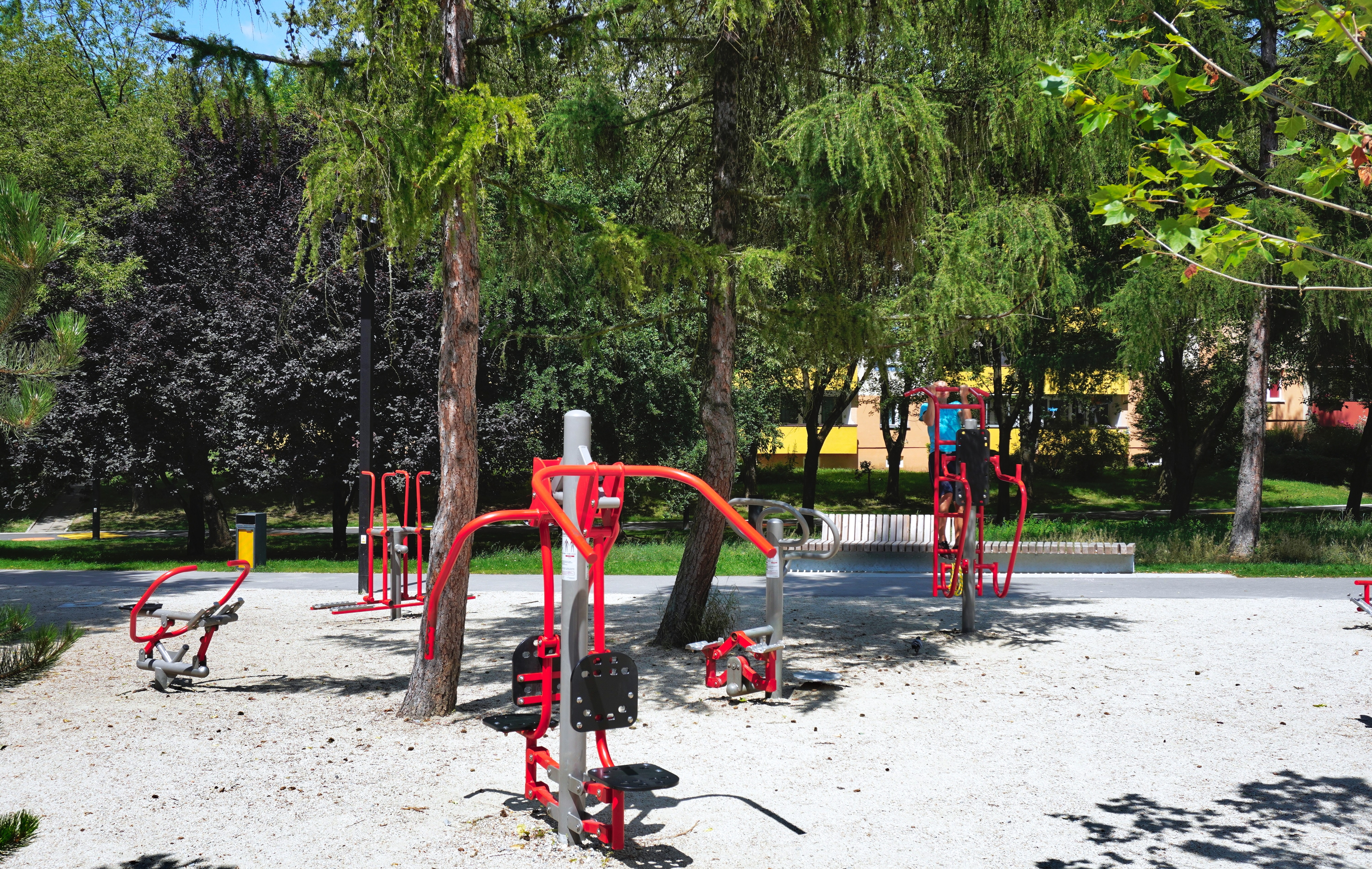
Siłownia zewnętrzna
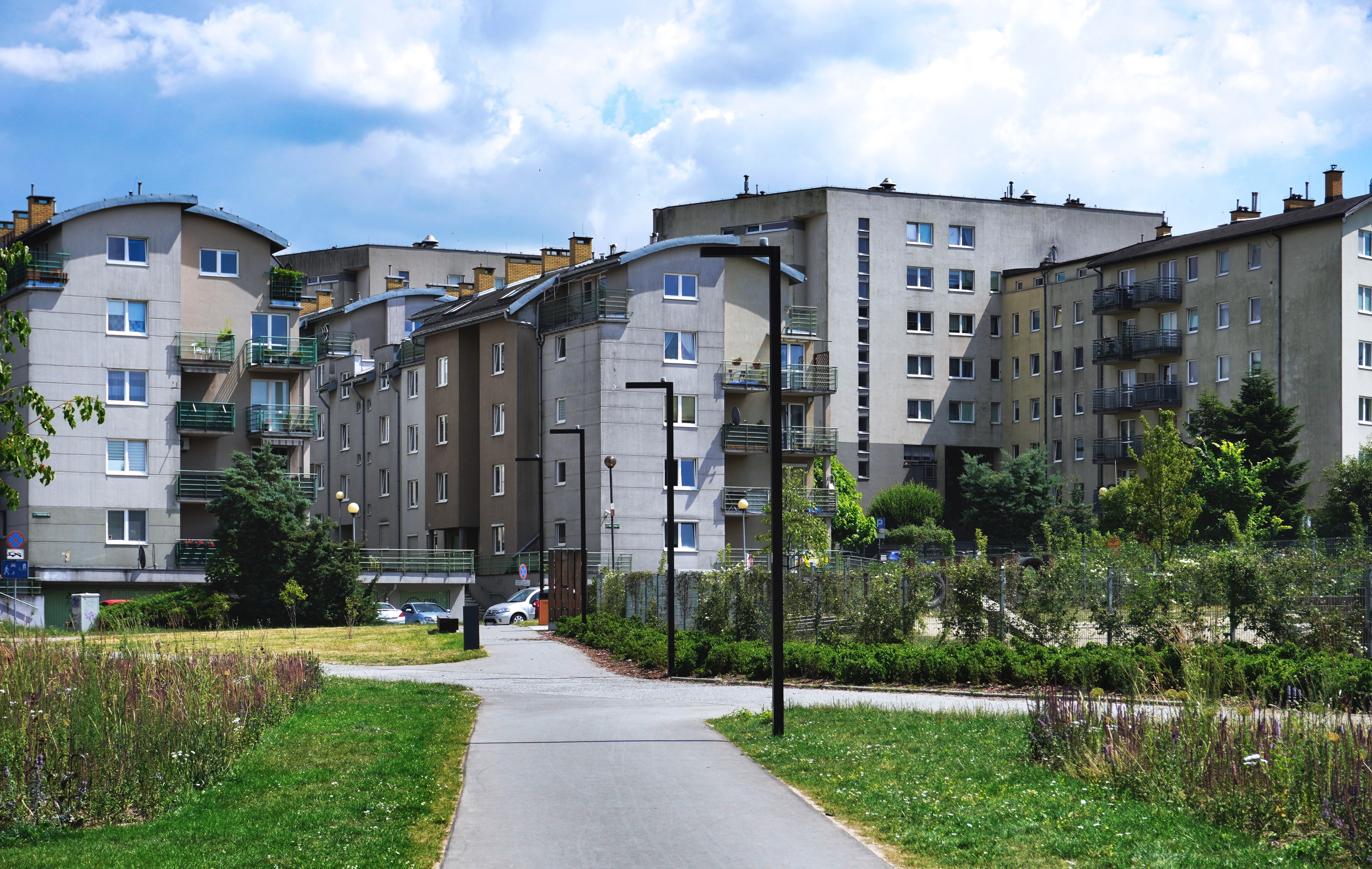
Ogólny widok, aleja we wschodniej części parku
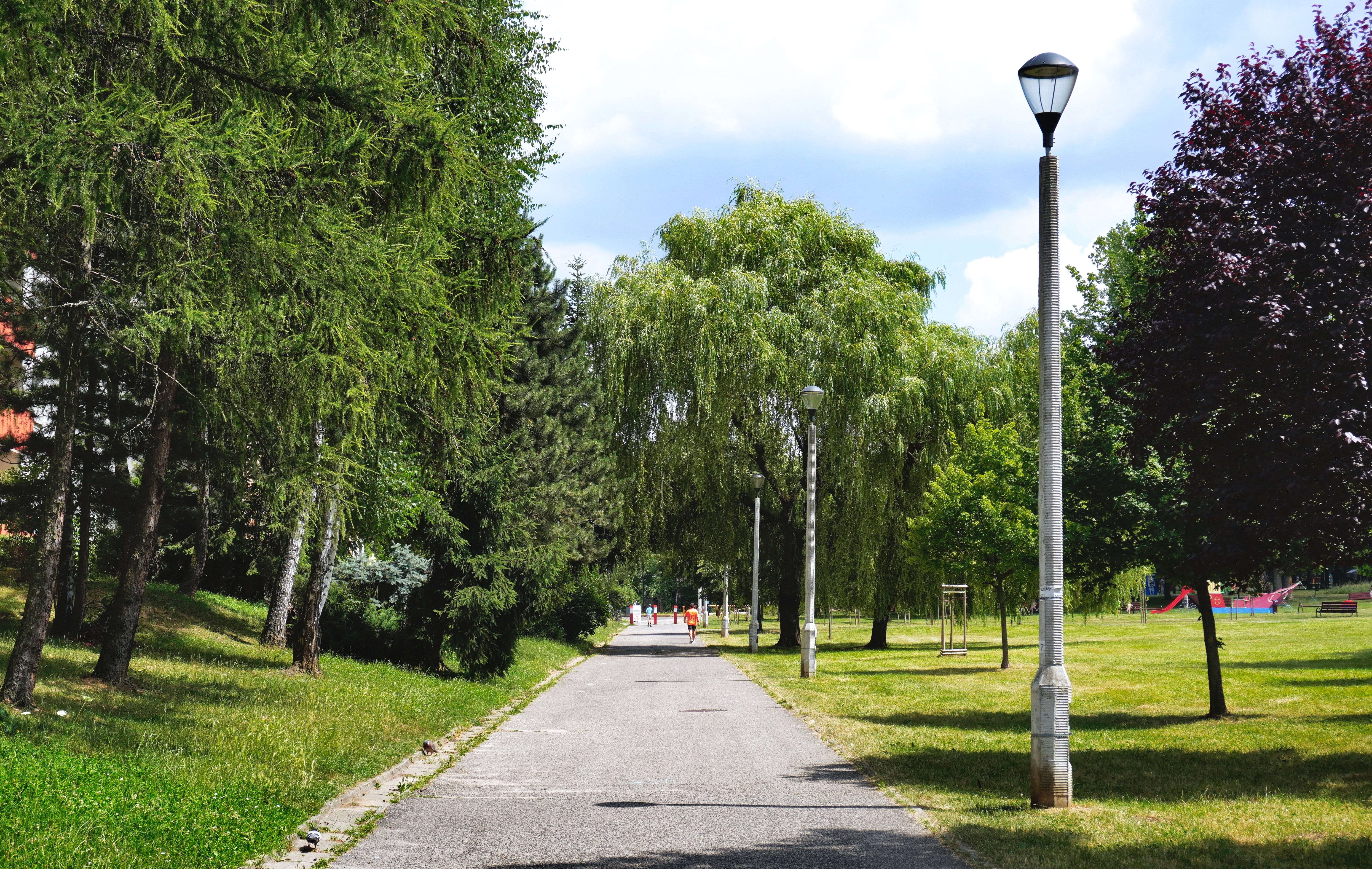
Ogólny widok, aleja w zachodniej części parku